# Köröstarcsa
Köröstarcsa es un pueblo ubicado en el distrito de Békés, en el condado de Békés, Hungría.

## Superficie
Posee una superficie de 62,80 kilómetros cuadrados.

## Demografía
Hasta 2019 la población era de 2316 habitantes, con una densidad de población de 36,88 habitantes por kilómetro cuadrado.